# Allhelgonakyrkan, Helsingborg
Allhelgonakyrkan är en kyrkobyggnad i Råå, Helsingborg. Den är församlingskyrka i Raus församling i Lunds stift.

## Historik
Under 1800-talet växte sig fiskeläget Råå i församlingen allt större och runt 1900 var orten Sveriges största fiskeläge. På 1920-talet ökade kraven på en gudstjänstlokal i Råå, då den närmsta kyrkan, Raus kyrka, låg en bit utanför samhället. Beslut togs att uppföra ett församlingshem och uppdraget att rita byggnaden gick till arkitekten Oscar Persson från Landskrona.
Kyrkan är belägen nordväst om korsningen mellan Rååvägen och Kielergatan, strax söder om Råå kyrkogård. Byggnaden är uppförd på för orten traditionellt vis av rött helsingborgstegel och invigdes 2 december 1928 av biskop Edvard Magnus Rodhe.
En utbyggnad av församlingshemmet invigdes av biskop Nils Bolander på Allhelgonadagen 1959, varvid församlingshemmet fick namnet Allhelgonakyrkan. Efter tillbyggnaden inrymde kyrkan förutom kyrkorum, församlingssal, samt pastorsexpedition och en tjänstebostad på andra våningen.
År 1966 genomfördes en genomgripande renovering av själva kyrkan. Då togs altarringen bort, ny armatur införskaffades, dopfunten flyttades till mitt i kyrkan, där ett fönster sattes igen, nya bänkar installerades och golvet målades svart.

## Kyrkobyggnaden
Byggnadskroppen är u-formad med öppning åt söder och består av en äldre del från 1920-talet i öster och en yngre från 1950-talet i väster. Den äldre delen hyser kyrkosalen och är uppförd i nyklassicistisk stil i mörkrött helsingborgstegel i blixtförband. Hörnen markeras av kraftiga kvaderkedjor, medan fönsternischerna är mycket grunda. Fönstren är vitmålade och är i kyrkodelen högre och av korspostmodell, medan övriga är mittpostfönster. Taket är sadeltak och är klätt i rött taktegel. Själva kyrkskeppet står i nord-sydlig riktning med altaret i söder. En lägre sakristia skjuter ut ur kyrkskeppet i söder, vars gavelfasad pryds av ett kors. 
I byggnadens nordöstra del skjuter en vinkelrät flygel ut mot Rååvägen och där de två byggnadsdelarna möts kröns taket av en kopparklädd takryttare. I den sydöstra vinkeln mellan byggnadsdelarna leder en trappa av granit upp till kyrkans huvudentré i form av en djup romanikinspirerad portal.
På motsatt sida från den östra flygeln sträcker den yngre byggnadskroppen ut sig i en l-form. Denna del är utförd i liknande tegel, men är lägre än den äldre byggnaden och har istället valmat tak. I delen närmast kyrkan karakteriseras fasaden av långa kvadermarkeringar. Fönstren i denna del är dessutom brunmålade med omfattningar av gråsten. Fönstren i delen längst åt väster är vitmålade och mer modernistiskt utformade genom sina tvärposter. 

## Inventarier
Hugo Gehlin utförde takmålningarna i kyrksalens trätunnvalv, medan Pär Siegård svarade för freskerna i koret.
Skeppsmodellen av barken Sigyn är byggd av skeppsbyggmästare Frans Gustavsson. Modellen hänger i kyrkan sedan 1974. Barken Sigyn hade Råå som hemmahamn från 1918 till 1927. Under tiden i Råå var skeppet riggat som skonert.

### Orgel
Den nuvarande orgeln byggdes 1946 av Frederiksborgs Orgelbyggeri, Hilleröd, Danmark och är en orgel med mekanisk traktur och pneumatisk registratur.
| Huvudverk I     | Svällverk II       | Pedal           | Koppel |
| Principal 8´    | Rörflöjt 8´        | Subbas 16´      | I/P    |
| Gedakt 8'       | Spetsgamba 8'      | Principalbas 8´ | II/P   |
| Oktava 4'       | Principal 4'       | Kvintadena 4´   | II/I   |
| Nachthorn 4'    | Blockflöjt 4'      | Rörflöjt 2'     |        |
| Kvinta 2 2/3'   | Svegel 2'          |                 |        |
| Oktava 2'       | Nasat 1 1/3'       |                 |        |
| Mixtur 3-4 chor | Flöjtcymbel 2 chor |                 |        |
| Rankett 16'     | Krumhorn 8'        |                 |        |
|                 | Tremulant          |                 |        |
|                 | Crescendosvällare  |                 |        |